# تیراندازی در مدرسه ریسبرگسکا ۲۰۲۵
در ۴ فوریه ۲۰۲۵، یک تیراندازی در مدرسه ریسبرگسکا رخ داد که یک مرکز آموزش بزرگسالان در اوربرو، سوئد است. ۱۱ نفر از جمله عامل تیراندازی، کشته و شش نفر دیگر زخمی شدند. انگیزه‌های این حمله در حال حاضر توسط پلیس سوئد و سرویس امنیتی سوئد در دست بررسی است. شش نفر در بیمارستان بستری شدند و مقامات هشدار دادند که ممکن است تلفات بیشتری وجود داشته باشد. به گفته اولف کریسترسون، نخست‌وزیر سوئد، این بدترین تیراندازی دسته جمعی در تاریخ این کشور است.
حمله
افسران در حدود ساعت 12:33 CET فراخوانده شدند. دو معلم در مدرسه گفتند که صدای شلیک گلوله را از راهرو شنیدند و به دنبال آن نیم ساعت سکوت و سپس تیراندازی بیشتر شد. در پی تیراندازی حدود 130 افسر پلیس به مدرسه اعزام شدند. اولین افسران پلیسی که وارد مدرسه شدند به طرفشان شلیک شد اما پاسخی به شلیک‌ها داده نشد. هیچ افسری زخمی نشد.
ماریا پگادو، معلم مدرسه، شنیدن صدای تیراندازی را بازگو کرد و با 15 دانش‌آموزش از راهرو فرار کرد. اینگلا باک گوستافسون، مدیر مدرسه، در حال خوردن غذا بود که دانش‌آموزان به داخل دویدند و به همه گفتند که محل را تخلیه کنند. او و دیگران در اتاق کارکنان Myrorna، یک فروشگاه دست دوم در همان نزدیکی پناه گرفتند. لنا وارنمارک، یکی دیگر از معلمان مدرسه، گفت که در زمان تیراندازی کمتر از حد معمول دانش‌آموزان در ساختمان بودند، زیرا بسیاری پس از امتحان ملی به خانه رفته بودند.
مقامات پلیس سوئد اظهار داشتند که تصور می‌شود عامل احتمالی به تنهایی عمل کرده است و مرگ او در تیراندازی تایید شده است. رئیس پلیس محلی روبرتو عید فارست گفت که به نظر می رسد تیرانداز خود را کشته است. رادیو Sveriges با استناد به تحقیقات پلیس گفت که در تیراندازی از یک سلاح گرم خودکار استفاده شده است. در کنار جسد او سه قبضه سلاح گرم، ده خشاب خالی و مقادیر زیادی مهمات استفاده نشده کشف شد.
پلیس به زودی منطقه را محاصره کرد. آمبولانس‌ها از شهرستان‌های همسایه Södermanland و Västmanland برای کمک به پرسنل پزشکی در Örebro فرستاده شدند، در حالی که Värmland خون ارسال کرد. علاوه بر این، ورملاند و دالارنا نیروهای پلیس را تقویت کردند.